# Umbra recta

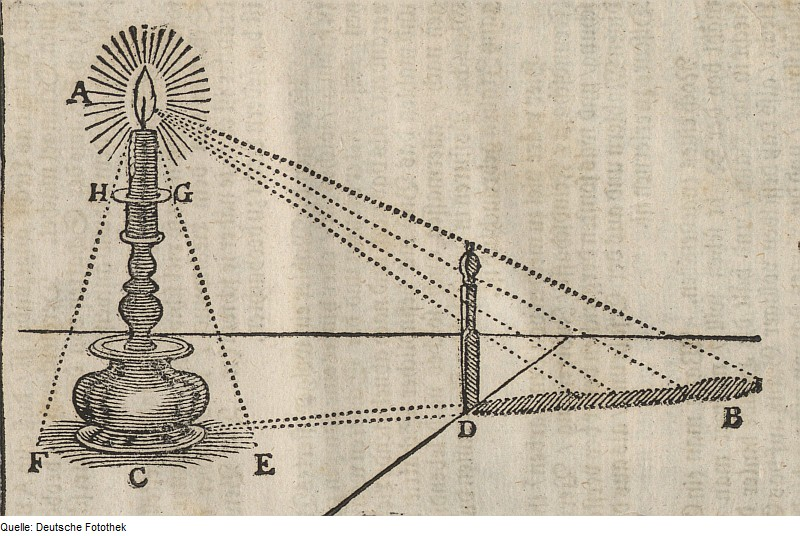
La sombra arrojada por un ortoestilo es recta.

La umbra recta se denomina así en gnomónica a la sombra que arroja un ortoestilo (o estaca) vertical sobre una superficie plana horizontal. Se denomina igualmente umbra recta igualmente a la razón de longitudes entre el estilo y la sombra. 

## Características
La denominación recta se debe a la ortogonalidad (en ángulo recto) que posee el estilo con el horizonte. La umbra recta durante los ortos heliacos (atradecer y amanecer) vale infinito, ya que la sombra se prolonga indefinidamente hacia el horizonte. 
El reverendo franciscano Maurolycus definió la sombra recta como:

Umbra recta est, quam stylus ad horizontem perpendicularis proiicit in ipsum horizontis planum. Quae nulla est, dum Sol verticem loci possidet: infinita vero, dum horizontem.

El concepto está muy relacionado con la tangente en trigonometría. Se opone a la umbra versa que es la sombra que arroja un ortoestilo sobre una pared. En los astrolabios existía un apartado para el cálculo de umbras rectas que se colocaba en forma de tabla de tangentes en el trasero. 
|                             |
| Relación entre ambas umbras |

|                        |
| Uso en los astrolabios |